# Клелии
Клелии (лат. Cloelii), также Клуилии (лат. Cluilii) — знатный, первоначально альбанский, позднее римский патрицианский род. Первые упоминания о представителях рода относятся к эпохе римских царей, в списке царей Альба-Лонги упоминается член рода Клелиев (Клуилиев). В дальнейшем информация о представителях рода встречается вплоть до времен поздней республики.

## Происхождение
По преданию Клелии называются в числе альбанских старейшин. К Клелиям (Клуилиям) относят и последнего альбанского царя Гая Клуилия. После победы Рима над Альба-Лонгой и разрушения Альба-Лонги Тулл Гостилий переселяет род Клелиев (наряду с родами Юлиев, Сервилиев, Квинкциев, Геганиев, Куриациев) в Рим и записывает в патриции.

## Родовые имена
Среди Клелиев использовались имена Тит (лат. Titus), Квинт (лат. Quintus), Публий (лат. Publius). Для альбанского периода также употребляеся имя Гай (лат. Gaius), не встречающееся в римский период.

## Ветви рода
В роду Клелиев выделяют семью Сикул (лат. Siculus).

## Представители рода
- Гай Клуилий — по легенде, последний царь Альба-Лонги[2]. По сообщению Дионисия Галикарнасского был виновником войны Альба-Лонги с Римом[3], привел своё войско к стенам Рима и встал лагерем в 7 километрах от города, возведя вокруг своего лагеря ров, получивший в дальнейшем название Клуилиев ров. В ночь перед битвой Гай Клуилий умер в своей палатке, а альбанцами был назначен диктатором Меттий Фуфетий[4].
- Клелия — по преданию, римская девушка, отданная в заложники этрусскому царю Ларсу Порсенне и сбежавшая из-под стражи. После её возвращения Порсенна, изумленный её подвигом, отпустил её и часть заложников на её выбор. Клелия выбрала несовершеннолетних — тех, чей возраст наиболее беззащитен. По восстановлении мира её женская отвага была прославлена небывалой почестью — конной статуей[5].
- Квинт Клелий Сикул — консул 498 года до н. э.[6][7]
- Тит Клелий Сикул — военный трибун 444 года до н. э.[8]
- Тулл Клелий (у Тита Ливия — Клелий Тулл[9]) — один из римских послов, убитых в 438 году до н. э. по приказу царя Вейй Ларса Толумния во время расследования инцидента с захватом Фиден.
- Публий Клелий Сикул — военный трибун 378 года до н. э.[10]
- Квинт Клелий Сикул — цензор 378 года до н. э.[10]
- Публий Клелий Сикул — священный царь (лат. Rex sacrorum) 180 года до н. э.[11]
- Клелия — жена Суллы[12]